# Simple file verification
Simple file verification (SFV) is een bestandsformaat om CRC32 checksums op te slaan, om hiermee de integriteit van bestanden te kunnen controleren. Hiermee kan worden aangetoond dat een bestand niet verminkt is, de authenticiteit kan hiermee niet worden gewaarborgd. 
Er zijn meerdere redenen waarom een bestand verminkt kan worden. Dit kan door fouten in opslagmedia, tijdens het downloaden, schrijffouten in het kopieerproces en bugs in gebruikte software. Met SFV-controle kan verzekerd worden dat een bestand niet is gewijzigd sinds het SFV-bestand is aangemaakt. SFV werkt door het opslaan van CRC hashwaarden in een apart .sfv-bestand. Later kunnen deze hashwaarden van de bronbestanden worden vergeleken met de waarden in het .sfv-bestand. 
Wanneer de hashwaarden niet meer overeenkomen, dient de file opnieuw te worden gedownload, of bij gebruik van een drager als een diskette is het zelfs onbruikbaar geworden, omdat met deze hashtabel de bestanden niet gerepareerd kunnen worden, zoals bij gebruik van een parchive. 
Het voordeel van het .sfv bestandsformaat is dat het zeer kleine bestanden aanmaakt, die gemakkelijk bij de bronbestanden kunnen worden opgeslagen, en weinig extra download vereisen.